# Battaglia di Kamdesh
La battaglia di Kamdesh ebbe luogo durante la Guerra in Afghanistan (2001-2021). Il fatto avvenne il 3 ottobre 2009, quando una forza di 300 talebani assalì l'avamposto di combattimento americano ("COP") Keating vicino alla città di Kamdesh nella provincia di Nuristan nell'Afghanistan orientale. L'attacco è stato la battaglia più sanguinosa per le forze statunitensi dalla battaglia di Wanat nel luglio 2008, avvenuta a 32 km da Kamdesh. L'attacco al COP Keating provocò la morte di 8 americani, mentre i talebani ebbero circa 150-200 morti.
Come risultato della battaglia, COP Keating fu parzialmente sopraffatto e quasi distrutto. Un ritiro deliberato era stato pianificato qualche tempo prima dell'inizio della battaglia, e la chiusura faceva parte di uno sforzo più ampio del comandante in capo in Afghanistan, Stanley McChrystal, rivolto a chiudere gli avamposti situati nelle zone meno abitate, per concentrarsi nella difesa delle aree più popolate. Gli americani dichiararono l'avamposto chiuso e se ne andarono così rapidamente che non riuscirono a portare via tutte le munizioni immagazzinate. Il deposito dell'avamposto fu prontamente saccheggiato dagli insorti e bombardato dagli aerei americani nel tentativo di distruggerle.
Dopo un'indagine, quattro ufficiali della catena di comando furono sanzionati per non aver sostenuto adeguatamente la base. Otto aviatori esterni alla base ricevettero la Distinguished Flying Cross per aver aiutato a difendere la base. Mentre il sergente maggiore Clinton Romesha e lo specialista Ty Carter furono insigniti della medaglia d'onore per le loro azioni durante la battaglia.

## Contesto
Le province montuose del Nurestan e Wanat nell'Afghanistan orientale erano aree importanti per la guerriglia neo-talebana. Confinano con il Pakistan a est e la regione di Kabul a ovest è relativamente vicina.
Dalla ripresa della guerriglia, la Coalizione, in particolare gli americani, aveva quindi cercato di interrompere i legami talebani con la creazione di diverse basi avanzate. Quello di Kamdesh, designato come Combat Outpost Keating, fu così installato nei primi anni del conflitto. Tuttavia, dovettero affrontare molti problemi poiché i talebani li avevano già costretti a ritirarsi da alcuni settori della regione, in particolare a Wanat (13 luglio 2008).
Da allora gli scontri erano stati quasi quotidiani (una cinquantina nel periodo maggio-ottobre 2009) e gli americani avevano trovato sempre più difficile lasciare le proprie basi. Ad esempio, da alcuni mesi prima dell'attacco, gli uomini della base di Kamdesh non si erano più recati, per motivi di sicurezza, nel villaggio omonimo, che distava due chilometri. Infine, la mancanza di elicotteri impediva di rifornire adeguatamente gli avamposti del Nurestan, incluso Kamdesh.
Vi furono persino tentativi di prendere accordi con i talebani locali per migliorare la sicurezza dell'area e della base. In generale, le truppe americane presenti a Kamdesh non erano molto motivate e stavano essenzialmente aspettando l'arrivo dei soccorsi o l'evacuazione dell'avamposto.

## Insurrezione
La popolazione del Nurestan è etnicamente distinta dal resto dell'Afghanistan e divisa in quattro gruppi principali, Kom, Kata, Kushtoz e Kalash. Questi sottogruppi sono a loro volta divisi in clan e sette. Questi gruppi possono scontrarsi violentemente per i diritti sull'acqua, i pascoli e per le credenze religiose. Parlano cinque lingue e vari dialetti, rendendo inutili i traduttori provenienti da altre zone dell'Afghanistan. I sovietici avevano dovuto vedersela con un gruppo ribelle noto come Dawlet del Nuristan orientale. Professano una versione salafita dell'Islam e sono ostili a qualsiasi rivale politico. I Nuristani avevano resistito all'Islam fino al 1895 e prima di allora erano stati considerati una nazione indù (gli invasori islamici li chiamavano "Kaffir" o pagani), con una lunga tradizione di resistenza attiva agli estranei e alle loro credenze. La resistenza talebana in Nuristan ruotava attorno a un gruppo specifico di combattenti islamici noto come Hezb-e-Islami Gulbuddin o HIG.

## Battaglia

Distretto di Kamdesh nella provincia di Nuristan in Afghanistan

Verso le ore 3:00 del 3 ottobre, oltre 350 ribelli appoggiati dai talebani ordinarono a tutti gli abitanti del villaggio di Kamdesh di lasciare la zona e alle 6:00 aprirono il fuoco da tutti i lati dell'avamposto con mortai e granate, mettendo immediatamente fuori combattimento un mortaio americano. Entro due minuti dall'inizio dell'attacco, le forze americane subirono la loro prima vittima. L'Observation Post Fritsche (piccola base militare americana nella provincia di Nurestan) fu attaccata contemporaneamente, limitando il supporto disponibile da quella posizione. Le forze della coalizione risposero con armi leggere, mortai e, nel pomeriggio, elicotteri, artiglieria pesante e attacchi aerei.
Gli aggressori invasero le difese perimetrali di Keating circa 48 minuti dopo l'inizio della battaglia. Le violazioni avvennero in un'area in prossimità del filo perimetrale; all'ingresso principale dove furono travolte le guardie di sicurezza civili afghane; e dal lato orientale, dove erano di stanza i soldati dell'esercito nazionale afghano. Nonostante gli sforzi di due consiglieri militari lettoni, il primo sergente Janis Lakis e il caporale Martins Dabolins, che cercarono di convincere le forze dell'esercito nazionale afghano a non fuggire, i difensori afghani si dispersero rapidamente. I soldati statunitensi hanno riferito che nessuno dei soldati afghani ha tenuto la propria posizione. Durante e dopo la battaglia, alcuni soldati afgani hanno rubato oggetti, tra cui fotocamere digitali e bevande proteiche, appartenenti ai soldati americani della base.
Una volta all'interno della base, gli assalitori iniziarono a bruciare l'accampamento; entro la prima ora, i difensori americani e lettoni si erano ritirati in uno stretto perimetro interno, centrato sui due edifici. Da lì effettuarono sortite per riconquistare gran parte dell'avamposto. Estesero il perimetro fino al punto di controllo d'ingresso e agli edifici sul bordo occidentale, che divenne la loro posizione di combattimento finale. Il supporto aereo statunitense diretto dai sergenti Armando Avalos, Jayson Souter e il primo tenente Cason Shrode, distrusse la moschea locale, da dove aveva avuto origine gran parte del fuoco più pesante degli insorti. Una volta che i soldati OP Fritsche ebbero preso il controllo della loro fossa di mortaio, il sergente Avalos iniziò a dirigere il supporto indiretto per aiutare la difesa della COP Keating per quasi otto ore.
Gli insorti iniziarono a ritirarsi nel corso della giornata. Le forze di reazione rapida (Quick Reaction Force-QRF) del 1º battaglione e il 32º reggimento di fanteria non raggiunsero l'avamposto fino alle 19:00, mentre i talebani rimasero in alcune parti dell'avamposto fino alle 17:10 circa. I soccorsi furono rallentati nel raggiungere il COP Keating a causa della mancanza di aerei disponibili e della pesantezza del terreno. I membri del reggimento di fanteria 1-32 della 10ª divisione da montagna furono trasportati in aereo su OP Fritsche, arrivando intorno alle 14:00. Dopo aver aiutato a proteggere l'OP da ulteriori potenziali attacchi, i membri della QRF scesero dalla vetta della montagna al COP Keating a piedi. Durante il viaggio, il plotone incappò in un'imboscata sul fianco della montagna con conseguente eliminazione di tre nemici intorno alle 18:00. Quindi i QRF continuarono la loro discesa ed entrarono nell'avamposto verso le 19:00, liberando le restanti aree dell'avamposto che i membri del 3-61 non avevano ancora ripreso. Poco dopo l'ingresso, i membri del QRF scoprirono e confermarono la morte del sergente Joshua Hardt, che fino a quel momento era stato considerato ferito.

## Conseguenze
Le forze americane avevano già pianificato di ritirarsi dall'area, come parte di un piano per spostare le forze a protezione delle aree più densamente popolate, quindi la chiusura della base era imminente quando si verificò l'attacco. L'attacco accelerò quei piani, con la partenza delle truppe avvenuta così rapidamente dopo la battaglia che alcune munizioni furono abbandonate. Subito dopo il deposito dell'avamposto fu saccheggiato dagli insorti. Il 6 ottobre fu bombardato da un bombardiere B-1 nel tentativo di distruggere le munizioni lasciate indietro. Il 5 e 6 ottobre, le truppe della Coalizione condussero operazioni nell'area nel tentativo di individuare e distruggere le forze talebane responsabili degli attacchi agli avamposti. Altri 10 soldati afgani e 4 talebani furono uccisi durante queste operazioni.
In conclusione vennero confermati otto soldati statunitensi uccisi e 27 feriti, mentre per l'esercito afgano risultarono otto feriti, insieme a due guardie di sicurezza private.

### Indagine
A seguito della battaglia, il comando centrale degli Stati Uniti condusse un'indagine sull'accaduto, guidata dal generale dell'esercito americano Guy Swan. Il rapporto, reso pubblico nel giugno 2011, concludeva che "misure inadeguate prese dalla catena di comando" avevano facilitato l'attacco, ma elogiava le truppe che combattevano alla base per aver respinto l'attacco "con notevole valore e coraggio". Quattro ufficiali dell'esercito statunitense - i capitani Melvin Porter e Stoney Portis, il tenente colonnello Robert Brown e il colonnello Randy George che avevano supervisionato la COP Keating furono ammoniti e/o rimproverati per errori di comando. Nel rapporto diffuso al pubblico, l'esercito evitò di rendere noti i nomi dei quattro ufficiali rimproverati.

## Decorazioni
In totale ventisette soldati hanno ricevuto il riconoscimento Purple Heart per le ferite riportate in combattimento. Trentasette sono stati insigniti della Medaglia di Encomio dell'Esercito con la voce "V" al valore. Tre soldati sono stati insigniti della Stella di Bronzo e altri diciotto con la stessa medaglia ma al Valore. Nove soldati sono stati insigniti della Stella d'Argento al valore. Il riconoscimento Silver Star è stato successivamente elevato a Distinguished Service Cross. Gli equipaggi di volo di tre elicotteri Apache AH-64D dell'esercito degli Stati Uniti sono stati successivamente decorati con la Distinguished Flying Cross per aver condotto attacchi ravvicinati ai talebani durante la battaglia.
L'11 febbraio 2013, l'allora presidente degli Stati Uniti Barack Obama ha consegnato la medaglia d'onore al sergente maggiore Clinton Romesha, un sopravvissuto alla battaglia. È diventato il quarto soldato sopravvissuto ai conflitti in Iraq e Afghanistan a ricevere la Medaglia d'Onore a causa di azioni coraggiose durante la battaglia. Anche il sergente Ty Carter (Specialista al tempo della battaglia) è stato insignito della medaglia d'onore per il suo coraggio durante la battaglia.

## Nella cultura popolare
- La battaglia di Kamdesh è documentata nel libro del 2017 Red Platoon A True Story of American Valor di Clinton Romesha[8], ex soldato dell'esercito degli Stati Uniti che ha ricevuto la medaglia d'onore per le sue azioni.
- La battaglia è stata raccontata anche nel film del 2020 The Outpost[9], a sua volta basato sul libro The Outpost: An Untold Story Of American Valor di Jake Tapper. Infine la serie docu-drama Netflix, Medal Of Honor, include un episodio che descrive in dettaglio le azioni di Clinton Romesha e Ty Carter avvenute durante questa battaglia.